# 三元宫遗址
三元宫遗址位于湖南省常德市澧县梦溪镇三元村，是一处新石器时代遗址，2013年被列为第七批全国重点文物保护单位。
三元宫遗址范围约二万多平方米，1966年当地村民兴修水利时发现。1967年湖南省博物馆曾进行小规模的试掘。1974年湖南省博物馆、 常德地区文艺工作室、 澧县文化馆对该遗址联合发掘，发掘面积296平方米，发现了23座墓葬, 共出土陶制器皿233件, 包括石器等生产工具共245件。发掘者认为，三元宫遗址早、中期遗存属于大溪文化，晚期遗存属于屈家岭文化。但有学者认为，三元宫遗址的文化特征与大溪文化和屈家岭文化均有差异，其早、中期遗存，宜暂称为三元宫第一期文化；晚期遗存，宜暂称为三元宫第二期文化。